# Shandel Samuel
Pour les articles homonymes, voir Samuel (homonymie).
Shandel Samuel (né le 14 décembre 1982) est un footballeur vincentais qui évolue au poste d'attaquant.

## Biographie

### Carrière en club
Après avoir joué en Malaisie (Negeri Sembilan FA, Kedah FA), S. Samuel revient aux Antilles en 2006 afin de jouer pour le North East Stars, de la TT Pro League. Limogé du club, il signe l'année suivante pour le San Juan Jabloteh mais une grave blessure l'éloigne des terrains pendant plusieurs mois. Il rate plus de la moitié de la saison 2007.
En 2013, il quitte Trinité-et-Tobago et signe pour le Rendezvous FC, club du championnat de la Barbade, où il joue actuellement.

### Équipe nationale
S. Samuel détient le titre de meilleur buteur de l'équipe de Saint-Vincent-et-les-Grenadines avec 33 buts inscrits en 63 sélections,. 
Convoqué en équipe nationale depuis 2001, il se distingue durant la coupe caribéenne des nations 2007 en marquant un total de dix buts (phases éliminatoire et finale confondues), soit un de moins que le meilleur buteur du tournoi, le Guyanien Nigel Codrington. C'est dans le cadre de la phase de qualifications de cette coupe caribéenne qu'il frappe les esprits en marquant un quintuplé, le 1er octobre 2006, contre l'équipe de Sainte-Lucie.
Par ailleurs, il prend part aux qualifications pour les Coupes du monde de 2006, 2010 et 2014 (16 matches, 4 buts marqués).

#### Buts en sélection
| Buts en sélection de Shandel Samuel | Buts en sélection de Shandel Samuel | Buts en sélection de Shandel Samuel                                      | Buts en sélection de Shandel Samuel | Buts en sélection de Shandel Samuel | Buts en sélection de Shandel Samuel | Buts en sélection de Shandel Samuel |
|                                     | Date                                | Lieu                                                                     | Adversaire                          | Score                               | Résultat                            | Compétition                         |
| ----------------------------------- | ----------------------------------- | ------------------------------------------------------------------------ | ----------------------------------- | ----------------------------------- | ----------------------------------- | ----------------------------------- |
| 1.                                  | 14 mars 2001                        | National Stadium, St. Georges (Grenade)                                  | Dominique                           | 1-0                                 | 2-0                                 | Amical                              |
| 2.                                  | 16 mars 2001                        | National Stadium, St. Georges (Grenade)                                  | Grenade                             | 1-0                                 | 1-1                                 | Amical                              |
| 3.                                  | 23 mai 2004                         | Warner Park Stadium, Basseterre (Saint-Christophe-et-Niévès)             | Saint-Christophe-et-Niévès          | 2-2                                 | 2-3                                 | Amical                              |
| 4.                                  | 13 juin 2004                        | Estadio Cacique Diriangén, Diriamba (Nicaragua)                          | Nicaragua                           | 2-1                                 | 2-2                                 | QCM 2006                            |
| 5.                                  | 20 juin 2004                        | Arnos Vale Stadium, Kingstown (Saint-Vincent-et-les-Grenadines)          | Nicaragua                           | 1-0                                 | 4-1                                 | QCM 2006                            |
| 6.                                  | 20 juin 2004                        | Arnos Vale Stadium, Kingstown (Saint-Vincent-et-les-Grenadines)          | Nicaragua                           | 3-1                                 | 4-1                                 | QCM 2006                            |
| 7.                                  | 13 octobre 2004                     | Warner Park Stadium, Basseterre (Saint-Christophe-et-Niévès)             | Saint-Christophe-et-Niévès          | 3-0                                 | 3-0                                 | QCM 2006                            |
| 8.                                  | 26 novembre 2004                    | Arnos Vale Stadium, Kingstown (Saint-Vincent-et-les-Grenadines)          | Bermudes                            | 3-1                                 | 3-3                                 | CAR 2005                            |
| 9.                                  | 28 novembre 2004                    | Arnos Vale Stadium, Kingstown (Saint-Vincent-et-les-Grenadines)          | Îles Caïmans                        | 1-0                                 | 4-0                                 | CAR 2005                            |
| 10.                                 | 12 décembre 2004                    | Kingstown (Saint-Vincent-et-les-Grenadines)                              | Grenade                             | 1-0                                 | 3-1                                 | CAR 2005                            |
| 11.                                 | 1er octobre 2006                    | Independence Park, Kingston (Jamaïque)                                   | Sainte-Lucie                        | 2-0                                 | 8-0                                 | CAR 2007                            |
| 12.                                 | 1er octobre 2006                    | Independence Park, Kingston (Jamaïque)                                   | Sainte-Lucie                        | 3-0                                 | 8-0                                 | CAR 2007                            |
| 13.                                 | 1er octobre 2006                    | Independence Park, Kingston (Jamaïque)                                   | Sainte-Lucie                        | 5-0                                 | 8-0                                 | CAR 2007                            |
| 14.                                 | 1er octobre 2006                    | Independence Park, Kingston (Jamaïque)                                   | Sainte-Lucie                        | 6-0                                 | 8-0                                 | CAR 2007                            |
| 15.                                 | 1er octobre 2006                    | Independence Park, Kingston (Jamaïque)                                   | Sainte-Lucie                        | 8-0                                 | 8-0                                 | CAR 2007                            |
| 16.                                 | 1er novembre 2006                   | Victoria Park, Kingstown (Saint-Vincent-et-les-Grenadines)               | Grenade                             |                                     | 4-1                                 | Amical                              |
| 17.                                 | 1er novembre 2006                   | Victoria Park, Kingstown (Saint-Vincent-et-les-Grenadines)               | Grenade                             |                                     | 4-1                                 | Amical                              |
| 18.                                 | 19 novembre 2006                    | Barbados National Stadium, Saint Michael (Barbade)                       | Bermudes                            | 2-0                                 | 3-0                                 | CAR 2007                            |
| 19.                                 | 19 novembre 2006                    | Barbados National Stadium, Saint Michael (Barbade)                       | Bermudes                            | 3-0                                 | 3-0                                 | CAR 2007                            |
| 20.                                 | 23 novembre 2006                    | Barbados National Stadium, Saint Michael (Barbade)                       | Bahamas                             | 1-1                                 | 3-2                                 | CAR 2007                            |
| 21.                                 | 23 novembre 2006                    | Barbados National Stadium, Saint Michael (Barbade)                       | Bahamas                             | 2-1                                 | 3-2                                 | CAR 2007                            |
| 22.                                 | 14 janvier 2007                     | Manny Ramjohn Stadium, Marabella (Trinité-et-Tobago)                     | Guyana                              | 1-0                                 | 2-0                                 | CAR 2007                            |
| 23.                                 | 6 octobre 2010                      | Victoria Park, Kingstown (Saint-Vincent-et-les-Grenadines)               | Montserrat                          | 1-0                                 | 7-0                                 | CAR 2010                            |
| 24.                                 | 6 octobre 2010                      | Victoria Park, Kingstown (Saint-Vincent-et-les-Grenadines)               | Montserrat                          | 2-0                                 | 7-0                                 | CAR 2010                            |
| 25.                                 | 6 octobre 2010                      | Victoria Park, Kingstown (Saint-Vincent-et-les-Grenadines)               | Montserrat                          | 5-0                                 | 7-0                                 | CAR 2010                            |
| 26.                                 | 2 novembre 2010                     | Manny Ramjohn Stadium, Marabella (Trinité-et-Tobago)                     | Trinité-et-Tobago                   | 1-1                                 | 2-6                                 | CAR 2010                            |
| 27.                                 | 4 novembre 2010                     | Manny Ramjohn Stadium, Marabella (Trinité-et-Tobago)                     | Haïti                               | 1-2                                 | 1-3                                 | CAR 2010                            |
| 28.                                 | 28 août 2011                        | Stanford Cricket Ground, Osbourn (Antigua-et-Barbuda)                    | Antigua-et-Barbuda                  | 2-1                                 | 2-2                                 | Amical                              |
| 29.                                 | 30 mars 2012                        | Victoria Park, Kingstown (Saint-Vincent-et-les-Grenadines)               | Antigua-et-Barbuda                  | 1-0                                 | 1-0                                 | Amical                              |
| 30.                                 | 1er avril 2012                      | Arnos Vale Stadium, Kingstown (Saint-Vincent-et-les-Grenadines)          | Antigua-et-Barbuda                  | 1-2                                 | 1-2                                 | Amical                              |
| 31.                                 | 21 septembre 2014                   | A.O. Shirley Recreational Field, Road Town (Îles Vierges britanniques)   | Îles Vierges britanniques           | 6-0                                 | 6-0                                 | Amical                              |
| 32.                                 | 4 novembre 2015                     | Arnos Vale Stadium, Kingstown (Saint-Vincent-et-les-Grenadines)          | Antigua-et-Barbuda                  | 2-1                                 | 2-1                                 | Amical                              |
| 33.                                 | 25 mars 2016                        | Arnos Vale Sporting Complex, Kingstown (Saint-Vincent-et-les-Grenadines) | Trinité-et-Tobago                   | 2-2                                 | 2-3                                 | QCM 2018                            |

NB : Les scores sont affichés sans tenir compte du sens conventionnel en cas de match à l'extérieur (St.-Vincent-et-les-Gr. / Adversaire)

## Palmarès
Avec le Negeri Sembilan FA :
- Champion de Malaisie en 2005-06

Avec le San Juan Jabloteh :
- Champion de Trinité-et-Tobago en 2007 et 2008